# Бечу (Телеорман)
Бечу (рум. Beciu) насеље је у Румунији у округу Телеорман у општини Бечу. Oпштина се налази на надморској висини од 76 m.

## Становништво
Према подацима из 2002. године у насељу је живело 1277 становника, од којих су сви румунске националности.